# Asmate lativirgata
Asmate lativirgata là một loài bướm đêm trong họ Geometridae.